# فرسان الإمارات

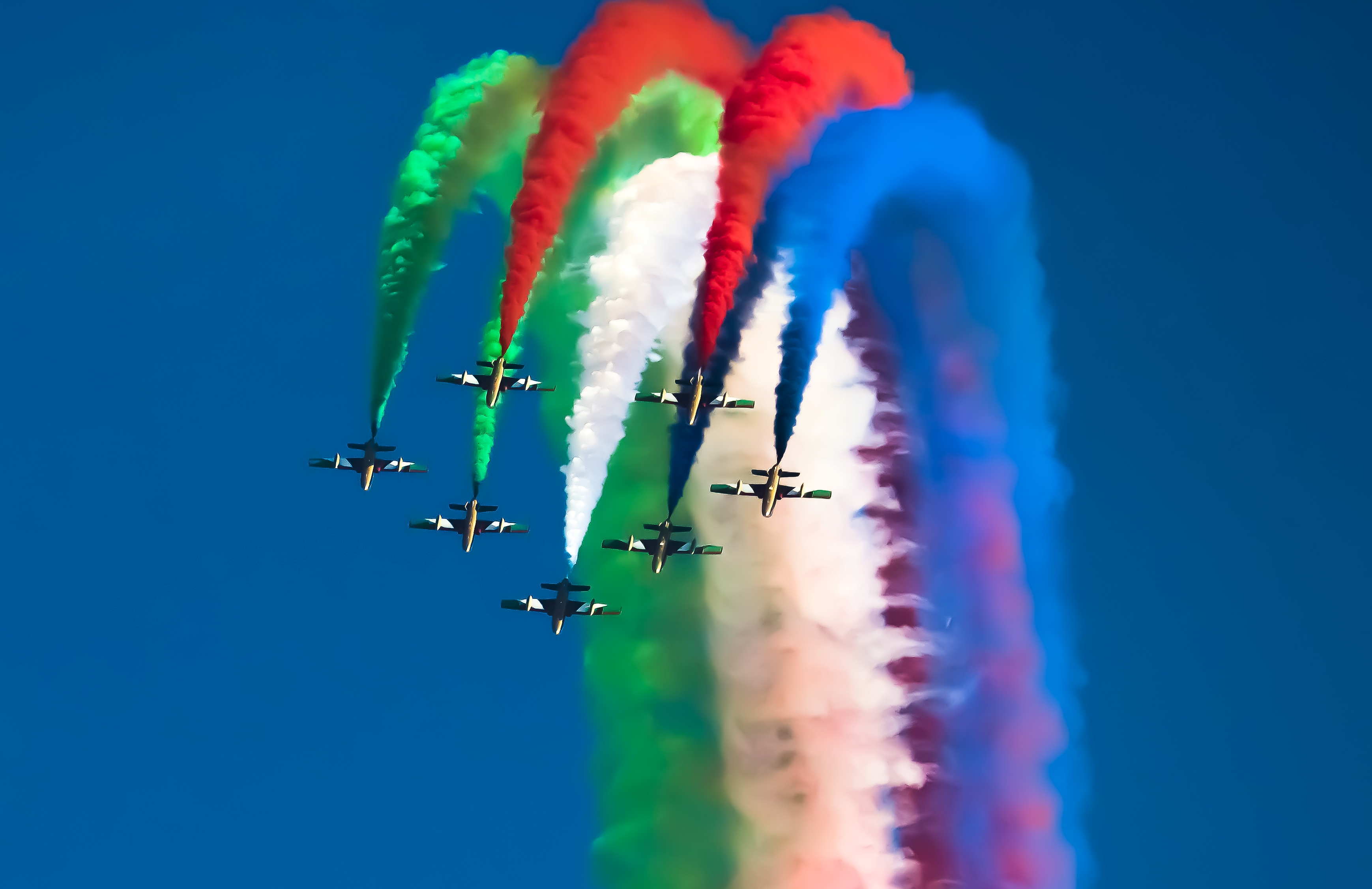
فرسان الإمارات ضمن فعاليات اكسبو 2020

فرسان الإمارات فريق الإمارات الوطني للاستعراض الجوي تابع للقوات الجوية الإماراتية، تعود فكرة إنشاء الفريق إلى سنة 2008، خلال عام 2010 بدأ اختيار الطيارين وتدريبهم، ونفذ العرض الأول للفريق سنة 2011 بالتزامن مع معرض دبي للطيران، يتكون الفريق من سرب طائرات تضم سبع طائرات من طراز إرماتشي إم بي-339 الإيطالية وسبع طيارين، والرقم سبعة يدل على عدد الإمارات السبعة التي تكون دولة الإمارات العربية المتحدة، شارك الفريق في العديد من الاستعراضات الجوية في العديد من دول العالم.
وفي عام 2020 شارك فريق الفرسان للاستعراضات الجوية في «إكسبو 2020 دبي»، حيث قدم الفريق مجموعة من الأشكال واللوحات الفنية بالألوان.
وفي عام 2023 شارك رائدا الفضاء الإمارتيين سلطان النيادي، وهزاع المنصوري،في العرض الجوي الذي قدمه فرسان الإمارات، ضمن فعاليات معرض دبي للطيران.

## معرض الصور

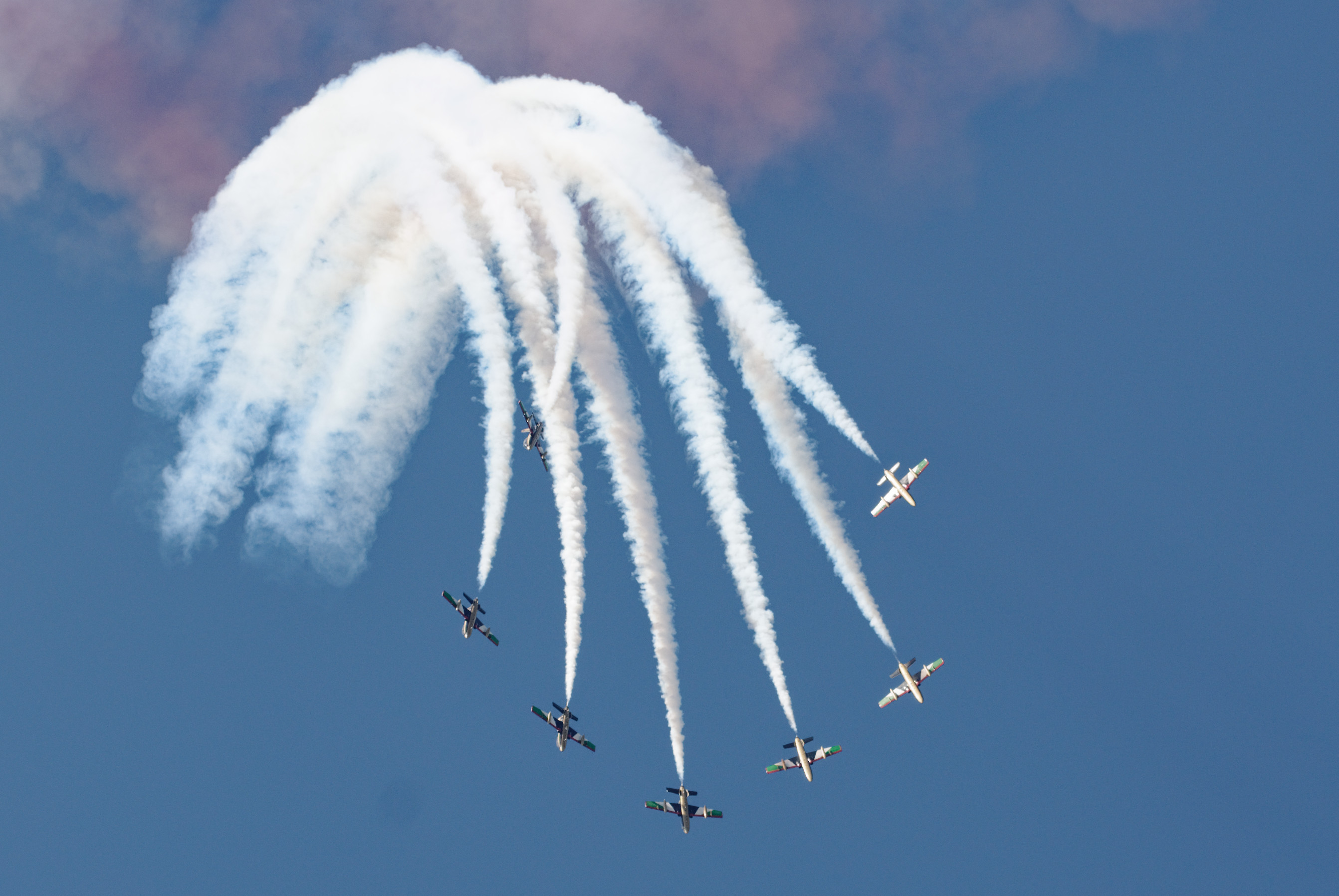
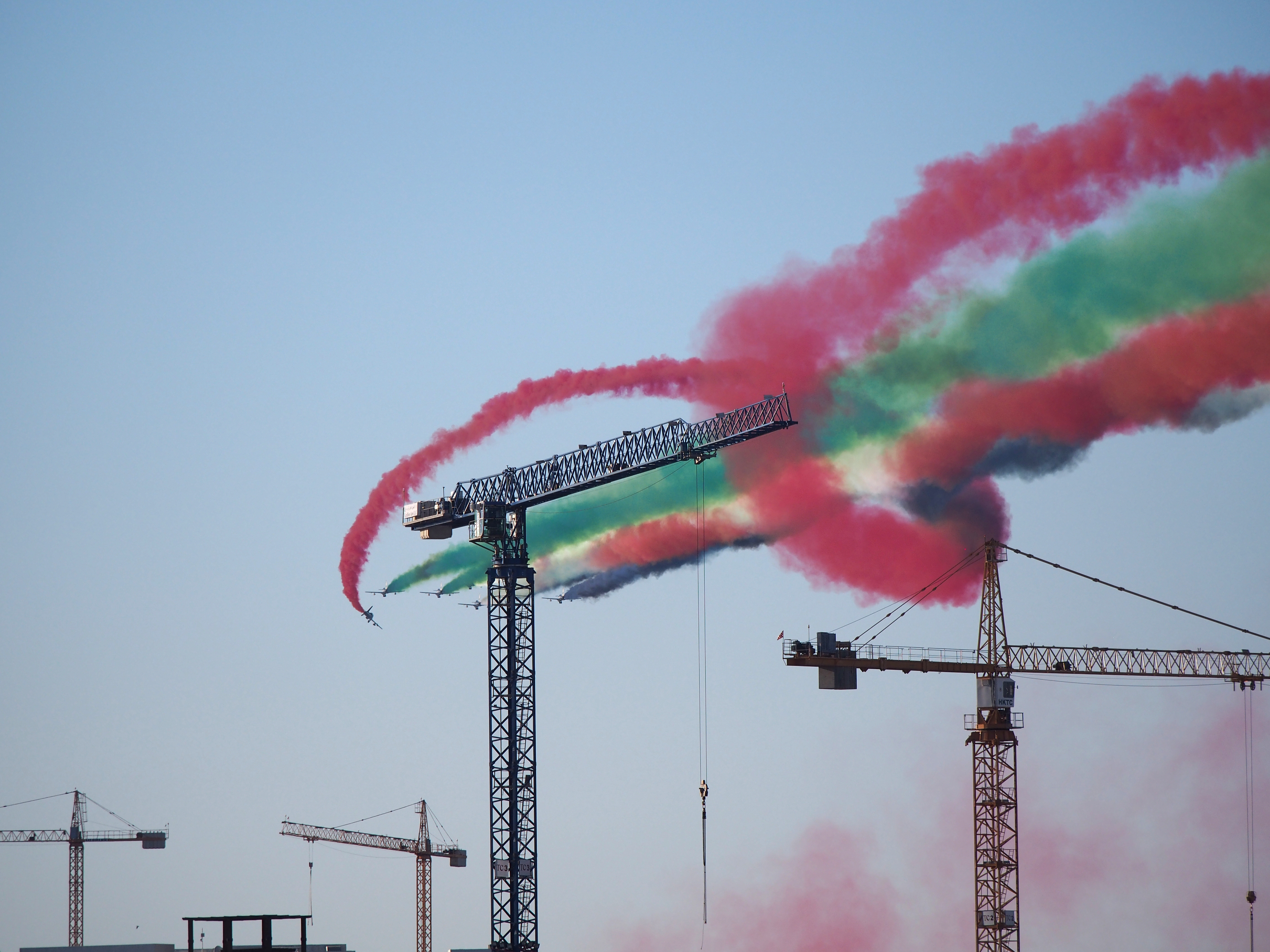
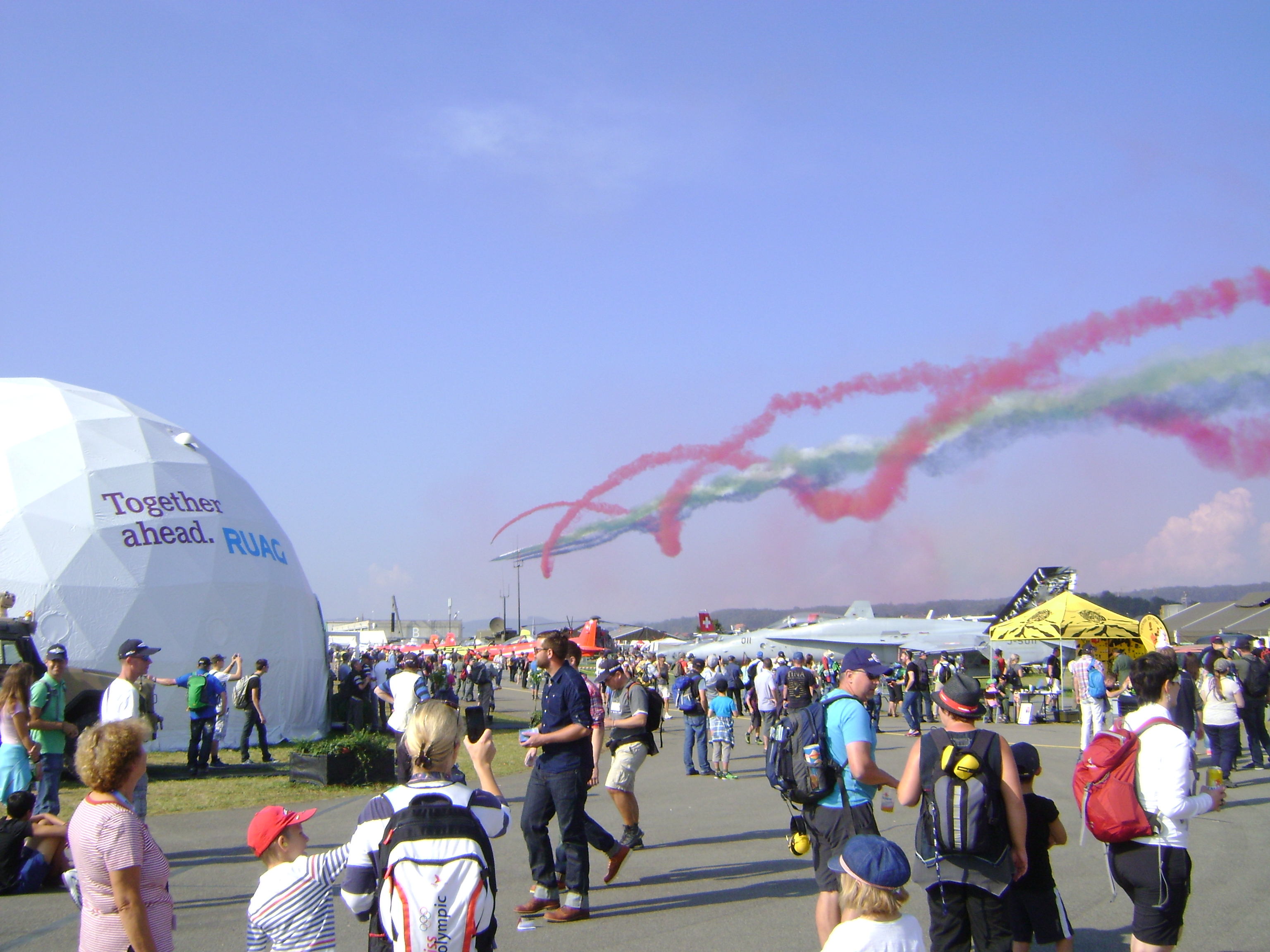
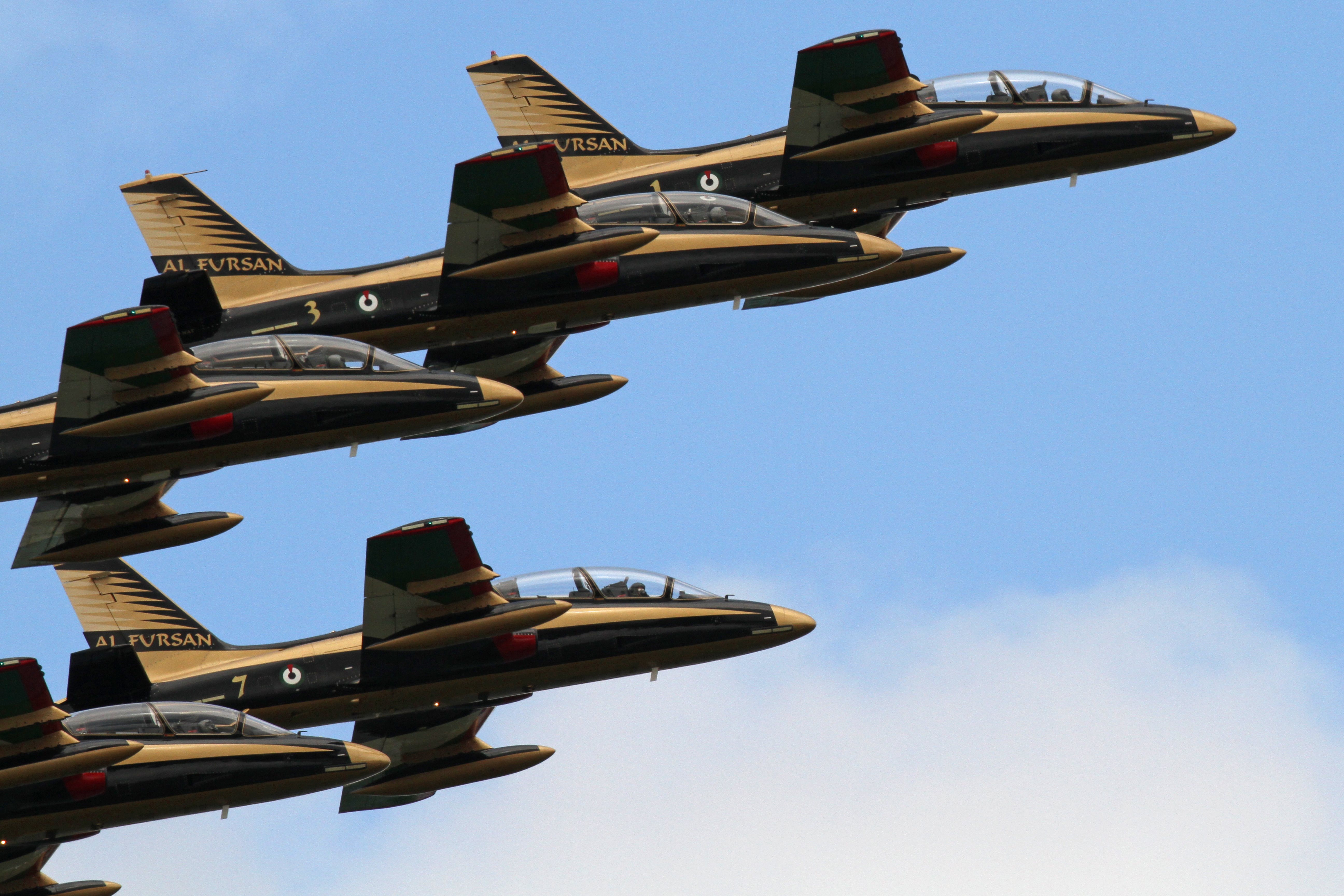
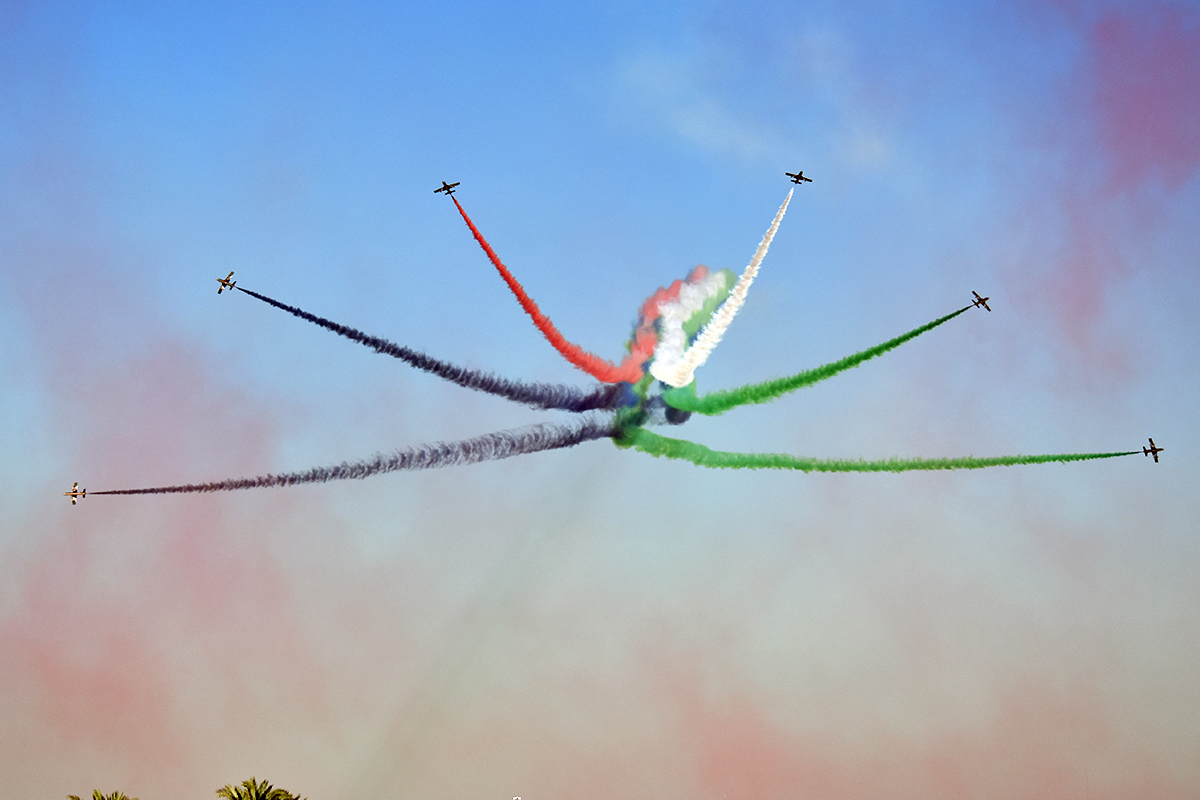
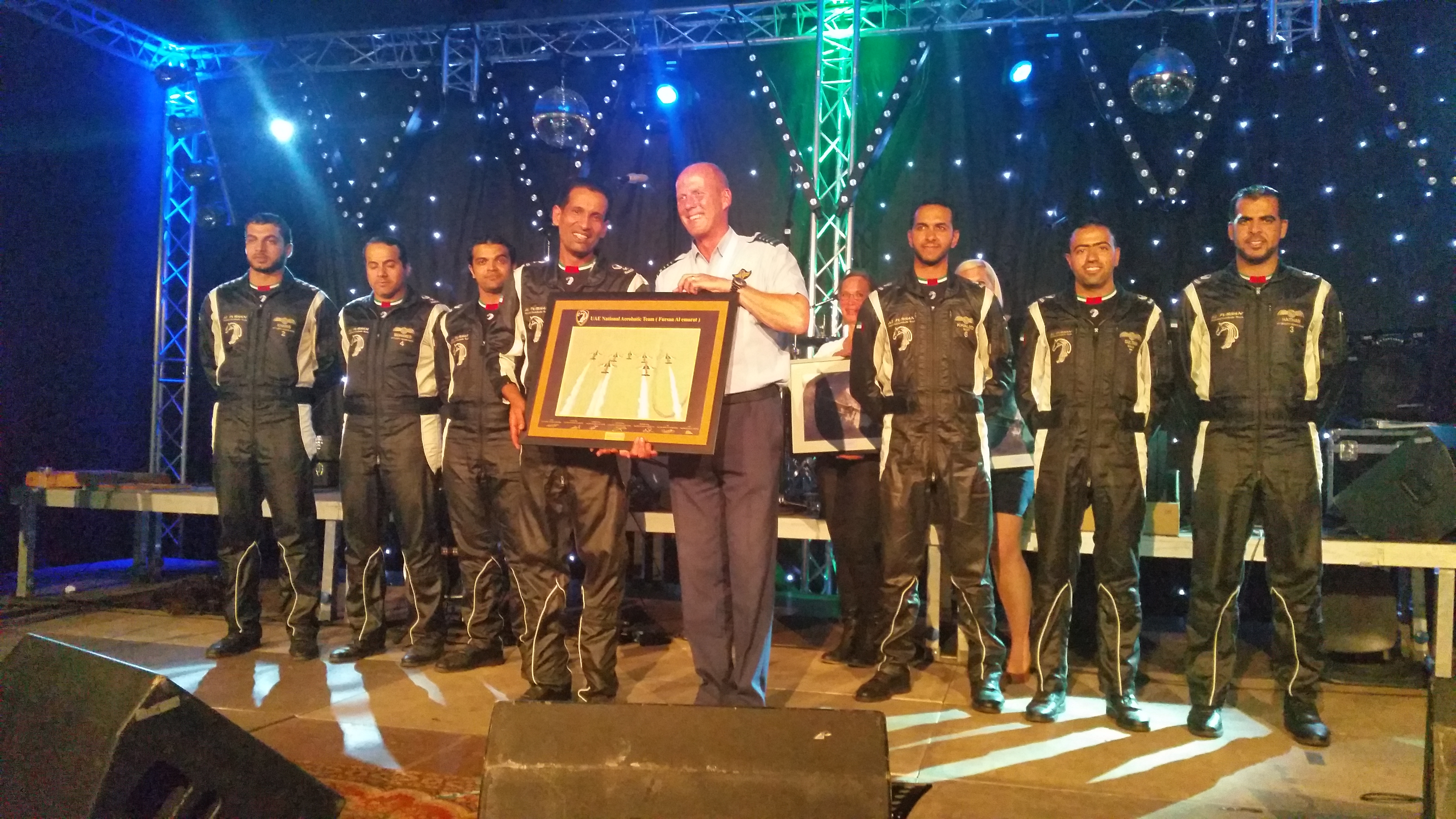
فرسان الامارات في سويسرا